# Kostel Nanebevzetí Panny Marie (Police nad Metují)
Kostel Nanebevzetí Panny Marie je farní, původně klášterní římskokatolický kostel postavený ve 13. století v Polici nad Metují. V té době bylo v Polici nad Metují proboštství spadající pod Břevnovský klášter. Kostel stojí na severozápadním rohu bývalého kláštera, který je chráněn jako kulturní památka České republiky.

## Historie a vývoj stavby
Původně stával v areálu benediktinského kláštera dřevěný kostelík z počátku 13. století. Později byl nahrazen kamennou stavbou, z níž je zachován vzácný raně gotický ústupkový portál z let 1270-80. Kostel byl upraven barokně na začátku 18. století pravděpodobně za účasti Kiliána Ignáce Dientzenhofera a koncem 19. století znovu pseudogoticky.

### Výstavba v letech 1253–1294
Dějiny polického klášterního kostela začínají roku 1253, kdy ho nechal vystavět opat břevnovských benediktinů Martin I. místo dřívější dřevěné kaple. Za vlády Přemysla Otakara II. roku 1260 v Polici vzniká proboštství, pro něhož byl Břevnov mateřský klášter.
Polický kamenný kostel zasvěcený Nanebevzetí Panny Marie se stavěl v době, kdy do Čech začínal pronikat gotický stavební sloh šířený cisterciáckými hutěmi z Francie, u nás nazývaný jako „přemyslovská“ gotika.
Po smrti opata Martina I. se roku 1278 stavby ujímá opat Kristián a poté opat Pavel II. Bavor z Nečtin, v roce 1294 byla stavba dokončena. Jednalo se o trojlodní baziliku s 2 věžemi při západním průčelí. Podle idealizovaného zobrazení kostela z benediktinského plánu z roku 1674 se kostel vyznačoval tradičním charakterem stavby, ve které se projevují ještě románské stavební techniky. Patrně se však lišil výškovou proporcí hlavní lodi, čímž se přibližuje gotice. Během husitských válek v 15. století kostel zasáhl požár. Následkem tohoto požáru bylo zřícení klenby v hlavní lodi, která byla při rekonstrukci nahrazena stropem z dřevěných prken položených na gotických obloucích.

### Barokní a pseudogotické úpravy
Radikálnější změny přestavby proběhly až za opata Otmara Zinkeho v letech 1712–1714. Prkenný strop nad hlavní lodí byl nahrazen novou klenbou, kterou navrhl pravděpodobně významný barokní architekt Kryštof Dientzenhofer. V gotických oknech byly odstraněny kružby, spodní části oken byly zazděny a celkově byla okna upravena do barokní podoby. Vzápětí došlo i k barokní přestavbě průčelí chrámu, přičemž starý gotický portál z 13. století byl zachován. V letech 1786 byl nařízením císaře Josefa II. zrušen konvent proboštství a v roce 1787 se kostel stává farním. Roku 1818 byly zazděny postranní dveře v kostele, které vedly ze dvora prelatury. Kvůli stížnosti farníků byly v roce 1819 zhotoveny nové, vedoucí do klášterní zahrady. Roku 1826 byla postavena nová věž s hodinami nad západním průčelím kostela. V letech 1894 - 1895 byly prováděny úpravy v pseudogotickém stylu. Týkalo se to především výmalby a vybavení interiéru kostela. K velké úpravě celého interiéru kostela došlo roku 1894 za opata Bruna Čtvrtečky. Stěny chrámu byly nově ornamentálně polychromovány, na vítězném oblouku také figurálně malbou s anděly se svatou trojicí a v kněžišti s medailony se světci. Tyto malby jsou zde dodnes. Největších změn při této rekonstrukci však doznal mobiliář. Všech deset barokních oltářů bylo odstraněno a nahrazeno pěti novými, zhotovenými v pseudogotickém slohu.

## Popis exteriéru
Raně gotická trojlodní bazilika se střední vysokou lodí, dvěma nižšími postranními loděmi, poměrně dlouhým vyvýšeným a uzavřeným kněžištěm, které bylo určené pro mnišský chór. Ten vychází z obdélníkové části o dvou polích a z pětibokého závěru. Kostel stojí na severozápadním rohu kláštera, se kterým je spojen západním průčelím a presbytářem, který vystupuje polygonálním závěr z příčného klášterního křídla do zadního dvora. Jediná volná průčelí trojlodí jsou západní a severní, přičemž jižní postranní fasáda zasahuje do předního klášterního dvora. Celé západní průčelí kostela je vodorovně dělené římsami ve výši hlavních říms boční a hlavní lodi, je vyvedeno do dvoupatrového štítu s prohýbanými postranicemi ukončenými římsou v obou patrech. Stěny celého kostela jsou o 80 cm zapuštěné do země.
Kostel zaujímá celkově 6 794 m² zastavěné plochy. Střední loď je široká 7 m a 30 m dlouhá, boční lodi jsou široké 5 m. Kněžiště je stejně široké jako hlavní loď, která je dlouhá 16,7 m. Střední loď je od boční lodi oddělena čtyřmi páry pilířů překlenutých hrotitými pásy. Ke každému z pilířů přiléhají na východní a západní straně pětiboké přípory, jež se vinou v mezipilířových pásech. V prvním poli od západní strany jsou místo otvorů s pásy odděleny lodi zdmi stejné šířky s pilíři, čímž je západní část klenby mezi podpěrami rozdělena ve dvě kaple v prodloužení bočních lodí, a střední předsíň. Na polygonálním závěru presbytáře jsou čtyři paprskovitě rozložené opěrné pilíře, které se dochovaly z gotické výstavby. Opírají se o trnož z tesaného pískovce, ukončenou zkosenou hranou. Dříky pilířů dvakrát ustupují a zabíhají v nejvyšším ústupku kosinou do zdi.
Původní zdvojená gotická okna s jeptiškami jsou zmenšena a upravena do půlkruhového tvaru s výjimkou jediného kruhového v prvním patře západního průčelí a jediného dochovaného gotického dvojitého okna s původními kružbami v prvním poli pravé lodě. V kněžišti zbyla tři vysoká gotická okna.

### Vstupní portál
Široce rozevřený západní portál tvaru lomeného oblouku z roku 1294 je nejvýznamnější dochovanou gotickou částí kostela. Hluboké ostění vyčnívá z líce subtilními pilíři, na kterých je z každé strany příporný sloupek. Ostění ustupuje ve čtyřech pravoúhlých stupních, z nichž tři po každé straně mají sloupek s talířovou patkou. Dříky sloupků mají uprostřed prstence a jsou ukončené různě utvářenými hlavicemi. Nad sloupky se vinou lomené oblouky, pokryté javorovými a kaštanovými listy. Na rozích ústupků jsou v obloucích stejné profily, jako pod hlavicemi.
Nad hlavicemi se nachází římsový pás, který končí v obou rozích portálového otvoru konsolkami. Na nich je uložen tympanon, který dříve nesl biblický citát, nápis: „Pojďte, klanějme se a padejme přes Hospodinem, kterýž učinil nás.“ Na římse se nachází kovaný kříž sv. Benedikta. Tento kříž je obvyklý na všech stavbách českých benediktinů a jeho uctívání povolil papež Benedikt XIV.

## Popis interiéru

### Boční loď
Boční lodě o pěti polích jsou zaklenuty původní křížovou gotickou klenbou do pískovcových žeber o 30 cm vyčnívajících z klenby. Jejich profil má v ose výžlabek, vroubený poloválečky, které jsou výžlabky převedeny v hranol žebra. Ta jsou v patkách kleneb opatřena štítky a opírají se o vytesané konsolky, které mají tvar obráceného jehlance přecházejícího v pětiboký blok náběžníků. Ve vrcholech kleneb se žebra sbíhají do terčových svorníků, zdobených vegetabilními a antropomorfními motivy.

### Hlavní loď
Hlavní loď se otevírá do bočních lodí vysokými arkádami s hrotitými záklenky na arkádových pilířích. Záklenkům arkád jsou podloženy masívní pětiboké pásy, které spočívají na pětibokých příporách přiložených k bokům arkádových pilířů. Patky těchto přípor jsou také zapuštěny o 80 cm pod podlahu. Celá loď je zaklenutá křížovou klenbou v šesti polích sbíhajících se do žeber stejného průřezu jako v kněžišti, žebra se opírají o polygonální krákorce a sbíhají se v šesti terčových svornících se stejnými motivy jako v bočních lodích. Okna jsou umístěna v úrovni klenebních čel.

### Vítězný oblouk
Hrotitý vítězný oblouk v hlavní lodi se opírá v patkách o polygonální přípory ukončené listnatými hlavicemi s gotickou římsou. Na evangelní straně se objevuje busta, o které se předpokládá, že ztvárňuje tvář krále Václava I. nebo Přemysla Otakara II.

### Presbyterium
Presbyterium má dvě obdélníková pole zaklenutá křížovou klenbou a paprskový polygonální závěr, který je zaklenutý paprsčitou klenbou tvořenou kamennými žebry. Žebra se opírají o válcové přípory s lupenovými hlavicemi a sbíhají se ve třech terčových svornících, s podobně zdobenými motivy, jako na svornících v bočních lodích. Na pravé straně kněžiště bylo objeveno zazděné sedile s hrotitým obloukem. V kamenném výklenku byla pod omítkou objevena freska Kristovy hlavy se svatozáří asi z roku 1300, svým provedením patří ještě k románským malbám. Z celé malby zůstal zřetelný jen medailon hlavy a nápis pod ní nebyl dosud rozluštěn.

### Zařízení kostela
Dochovaly se pouze tři oltáře, jeden v hlavní lodi a dva v bočních lodích. Roku 1765 byly zřízeny nové oltáře sv. Josefa a Čtrnácti svatých pomocníků, dále oltáře sv. Gertrudy a sv. Anny a také byla téhož roku dokončena výmalba kostela. Roku 1766 byly postaveny dva nové oltáře staršího zasvěcení, sv. Václava a sv. Vojtěcha. V kostele jsou varhany od Amadea Hanische z Rychnova z roku 1857.

## Bohoslužby
Bohoslužby se konají čtyřikrát týdně.

## Prohlídky kostela, varhan a krátký koncert na závěr
Během července a srpna jsou v kostele dostupné komentované prohlídky s prohlídkou varhanní kruchty z roku 1760, prohlídkou varhan. Uvidíte, jak se na varhany hraje a prohlídku zakončíme krátkým hraným i zpívaným koncertem.
Aktuální dny a časy prohlídek jsou vždy na webu farnostpolice.cz

## Galerie

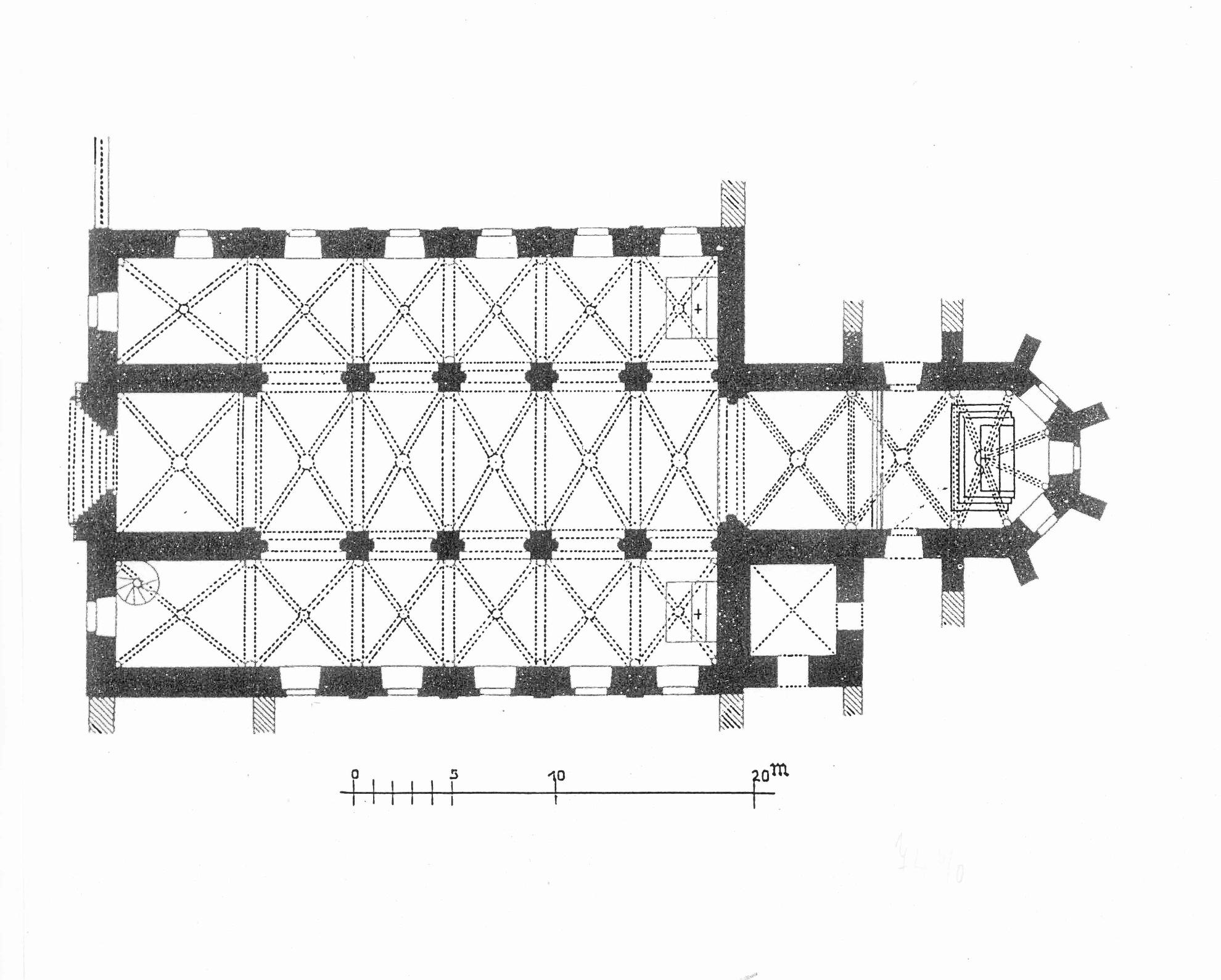
Půdorys kostela Nanebevzetí Panny Marie v Polici nad Metují
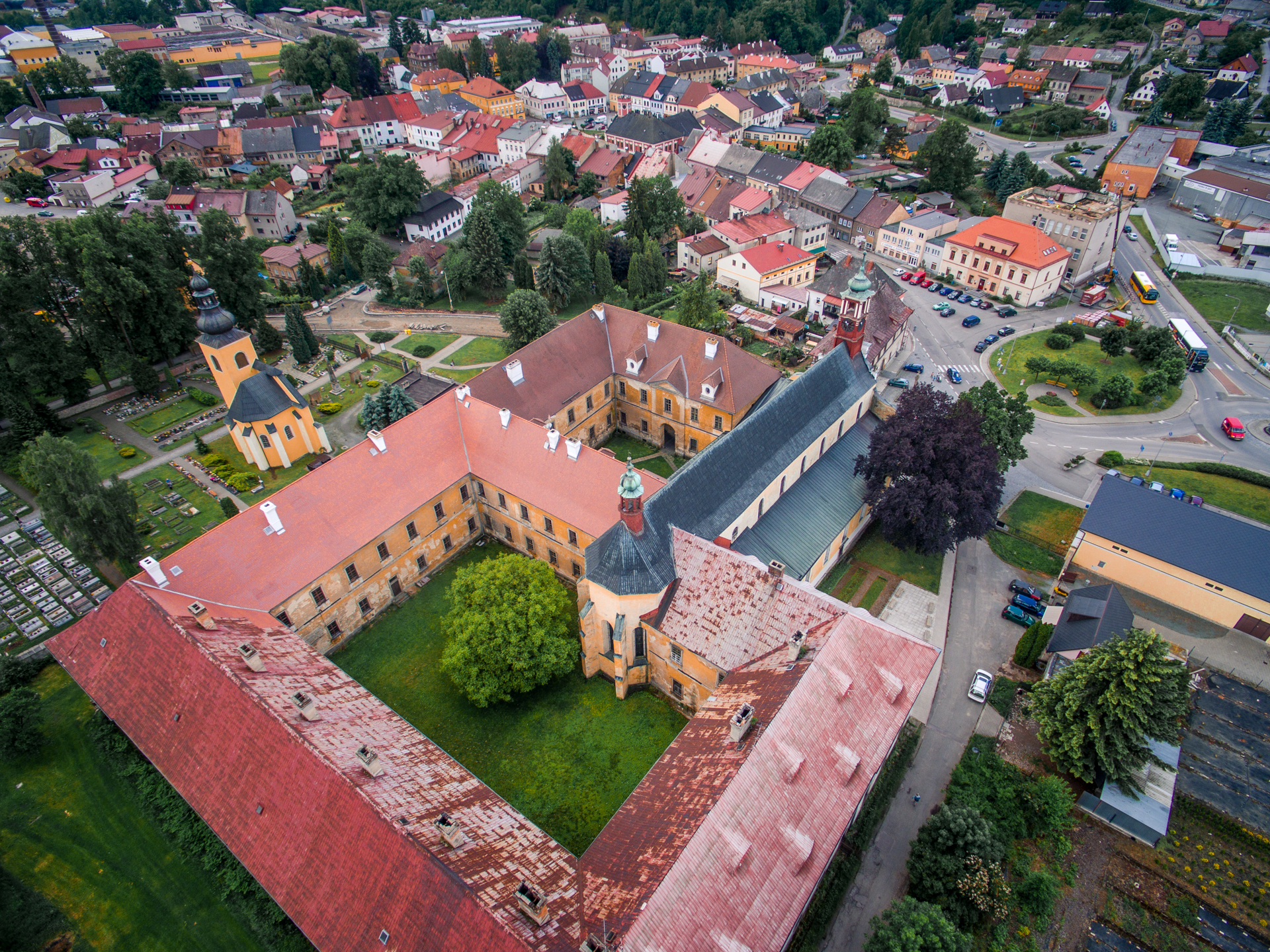
Letecký pohled na kostel s přilehlým klášterem
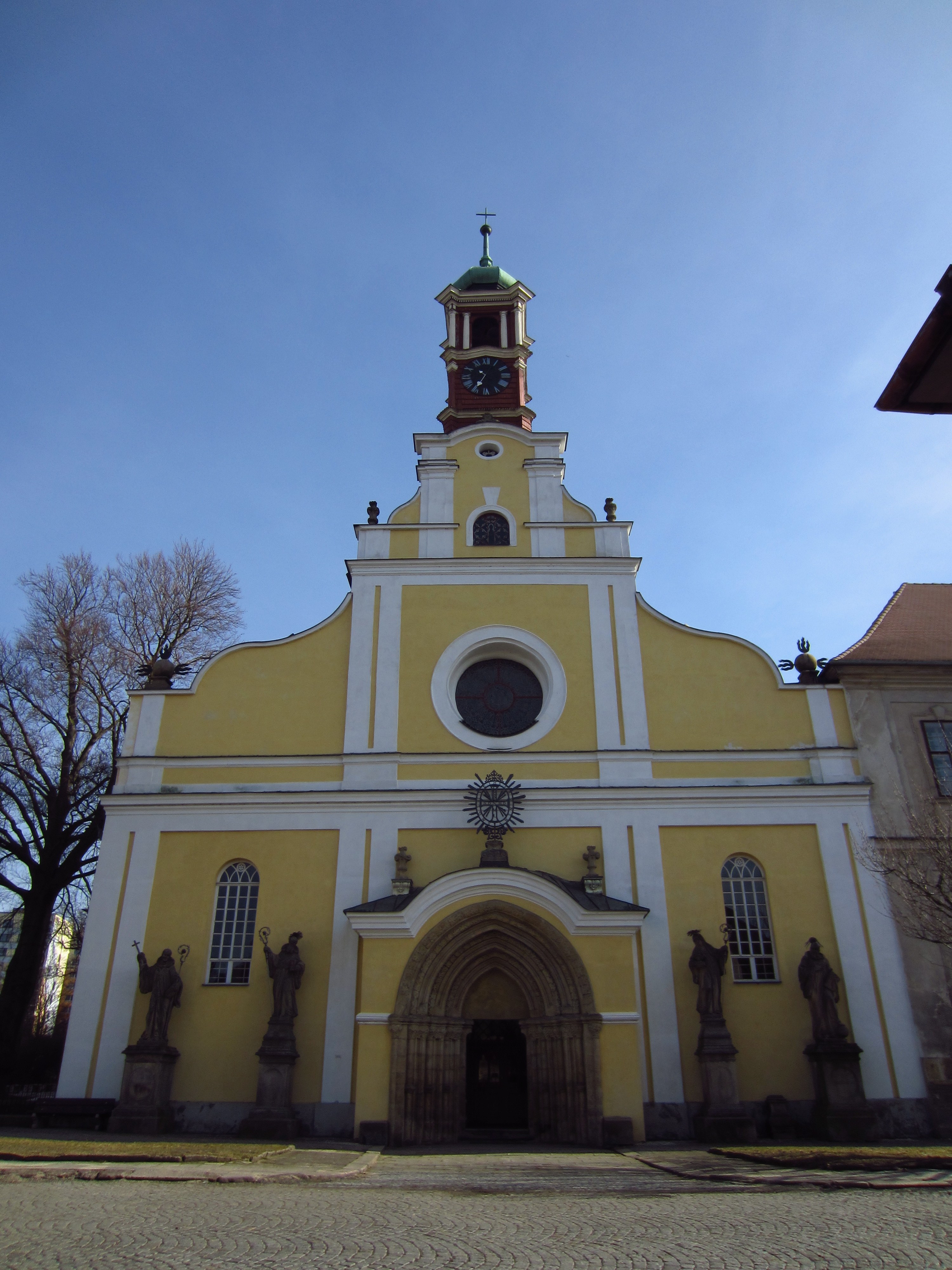
Průčelí kostela po barokní rekonstrukci
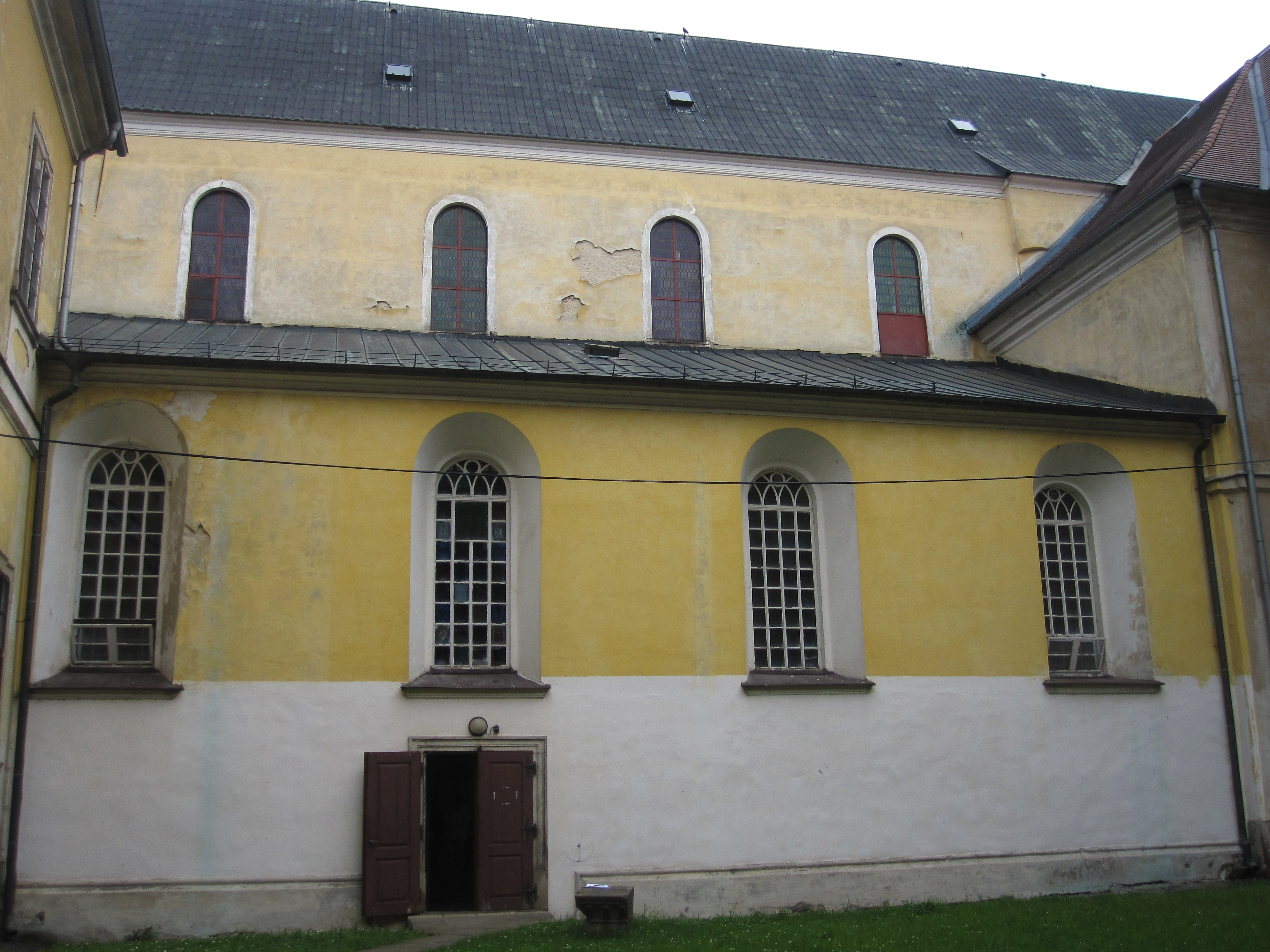
Pohled na boční loď kostela
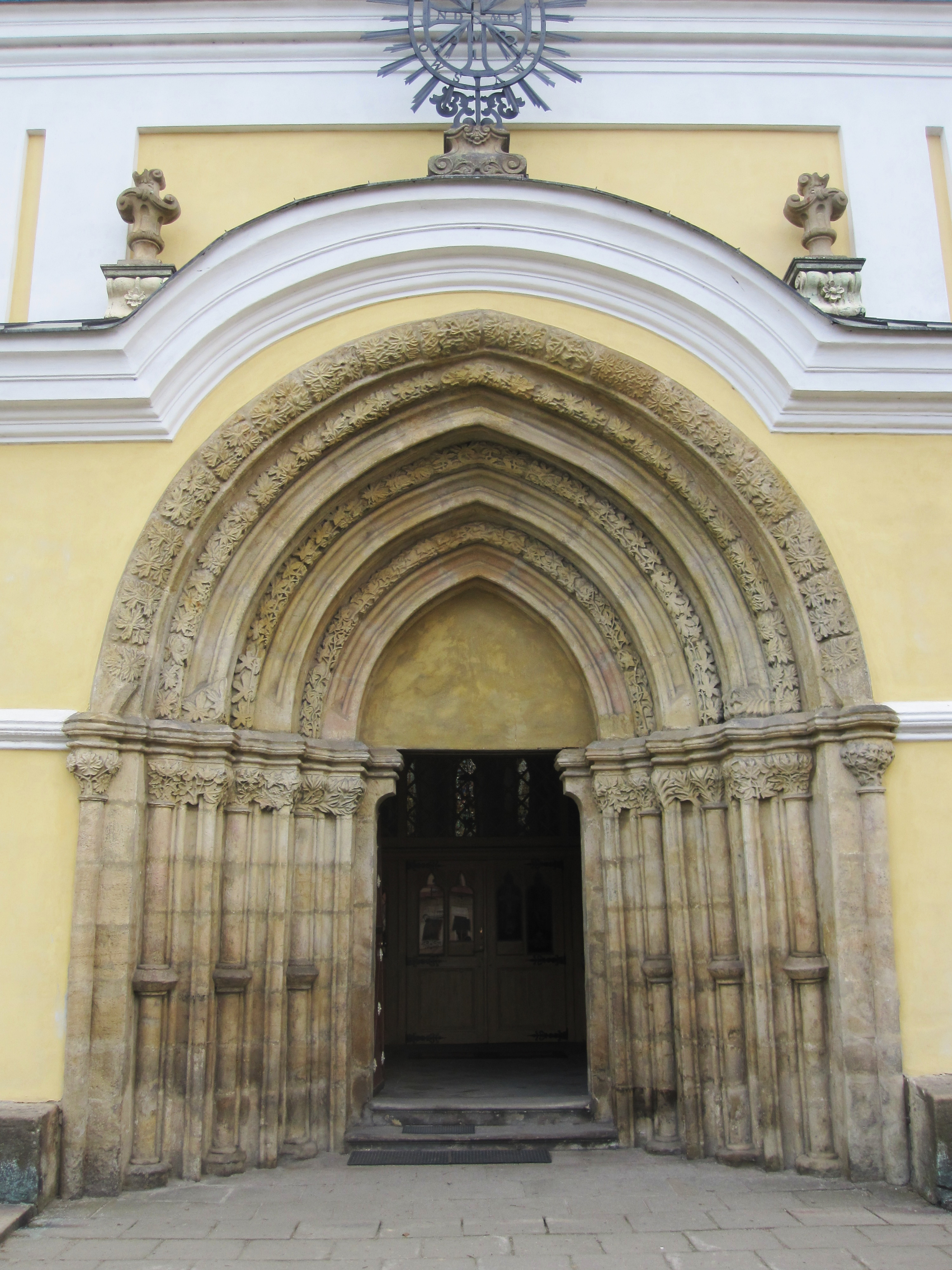
Gotický vstupní portál
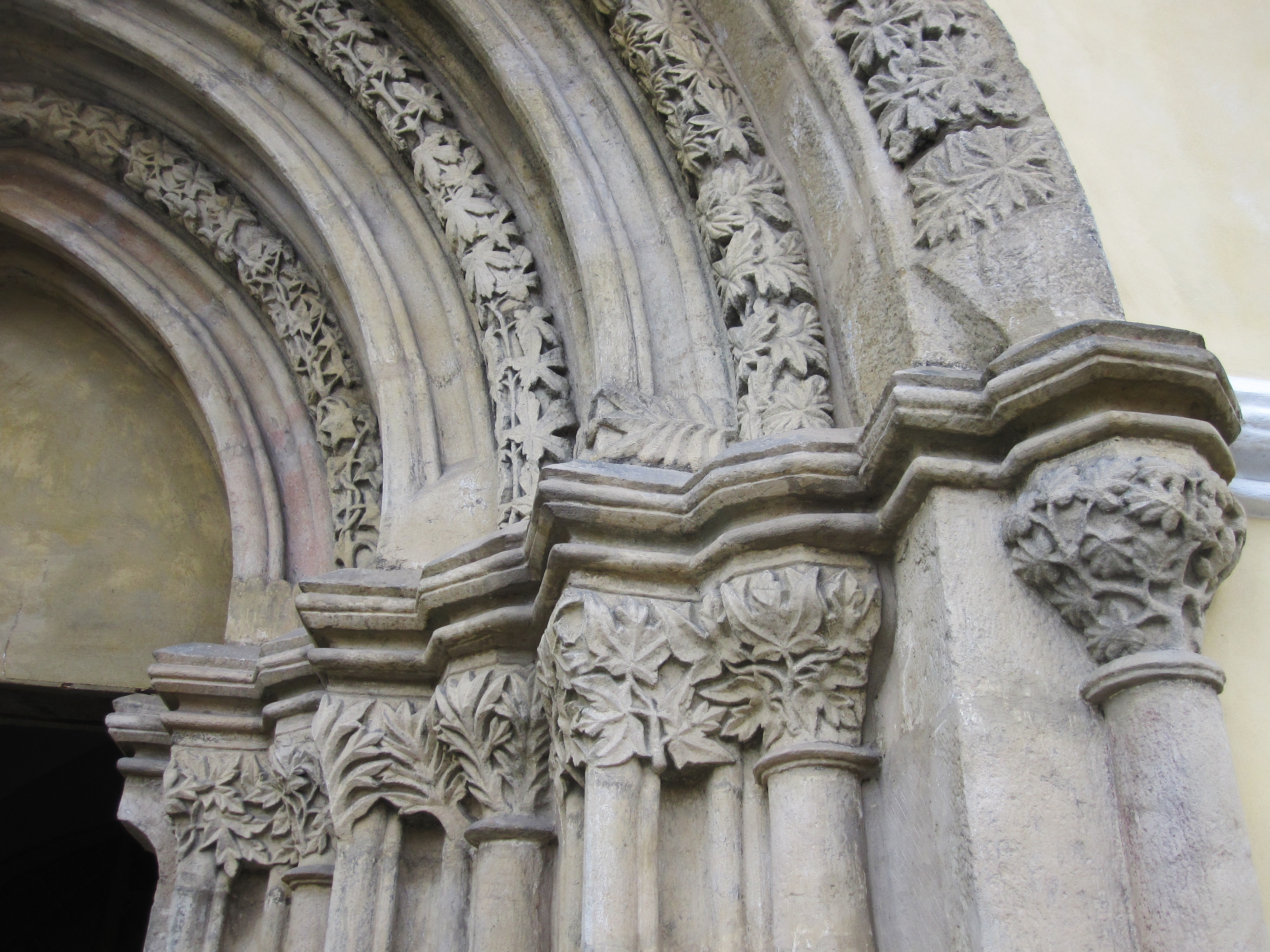
Portál - detail hlavic
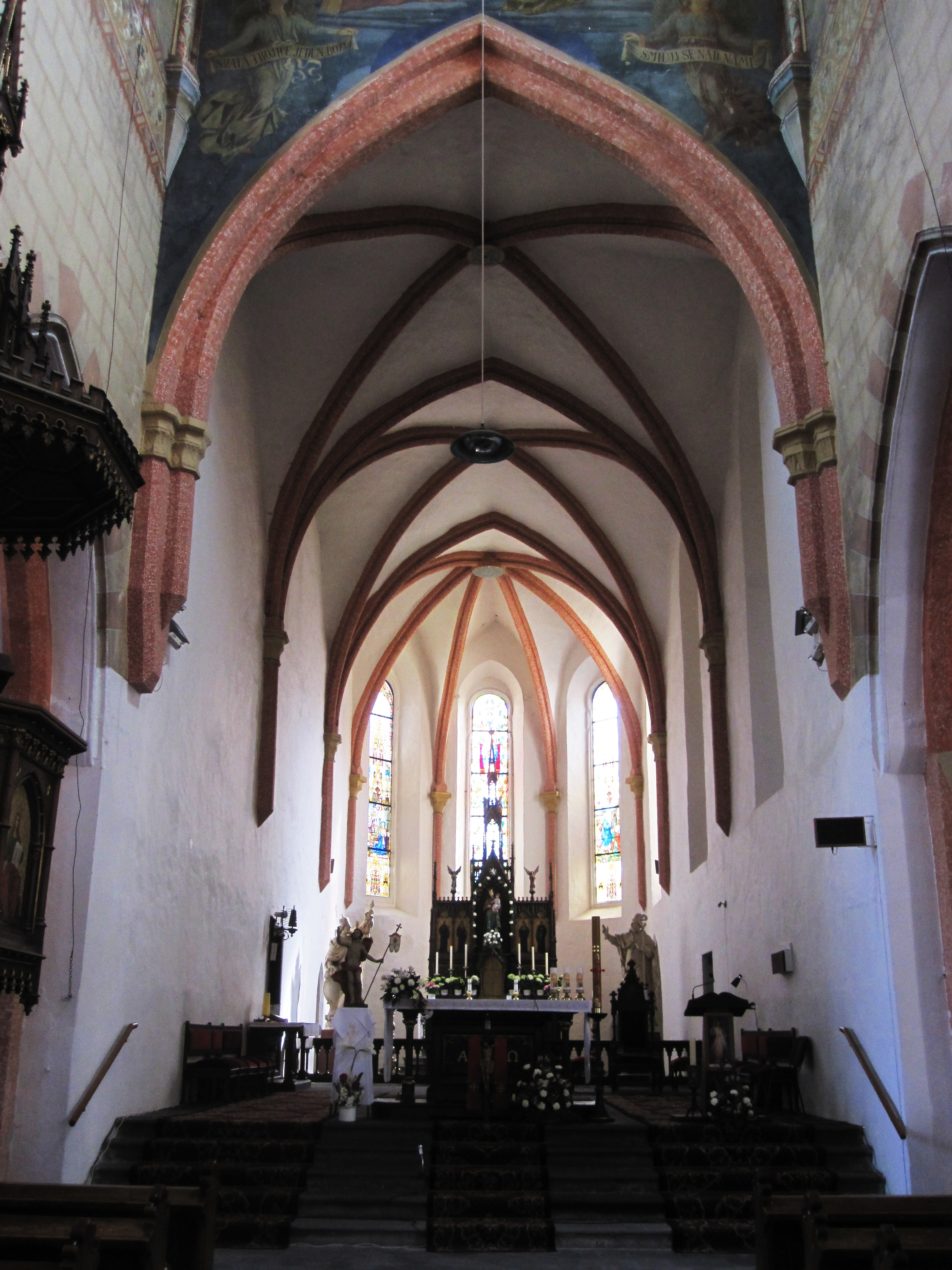
Pohled do presbytáře s polygonálním závěrem
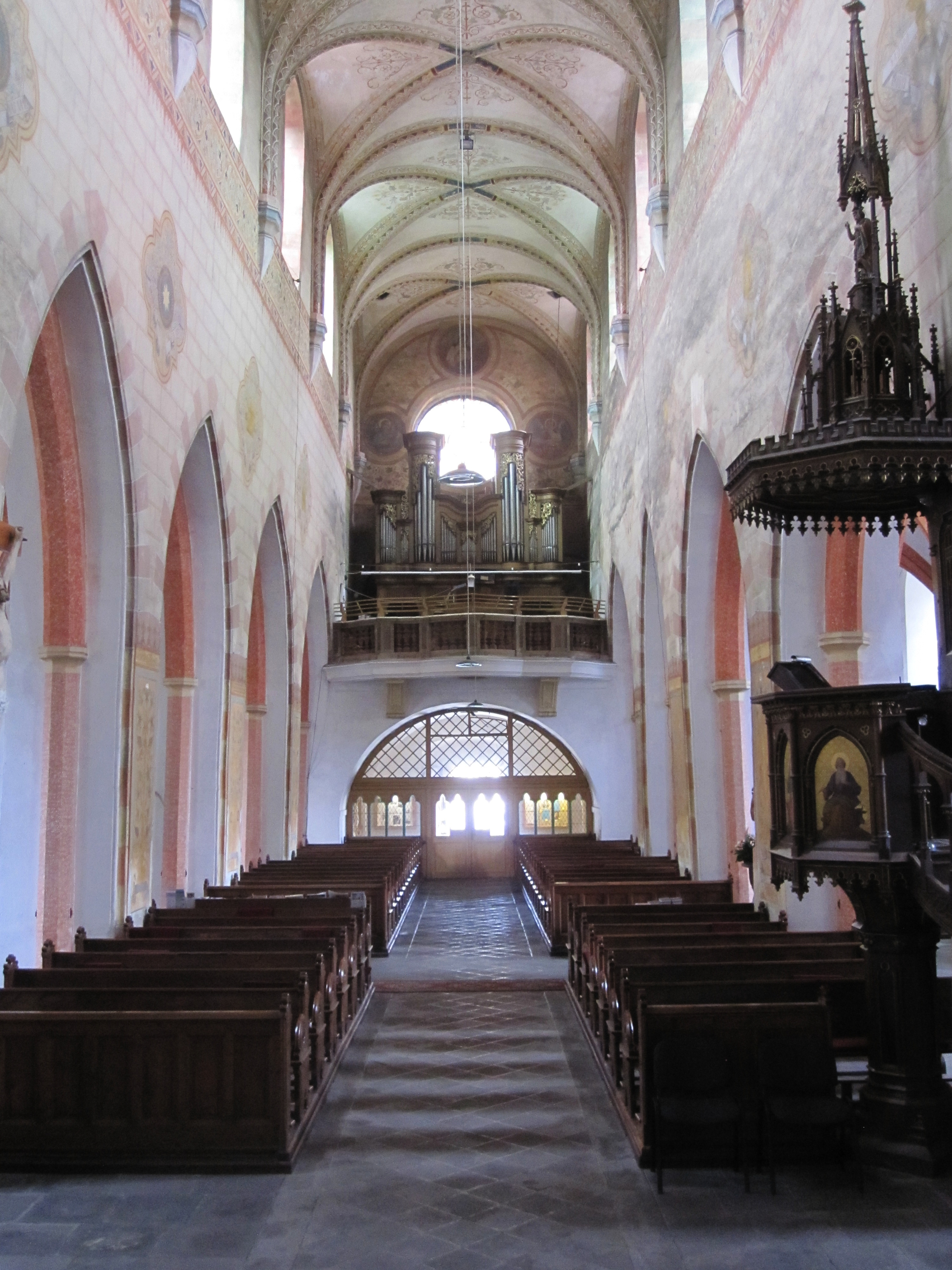
Hlavní loď po pseudogotické rekonstrukci
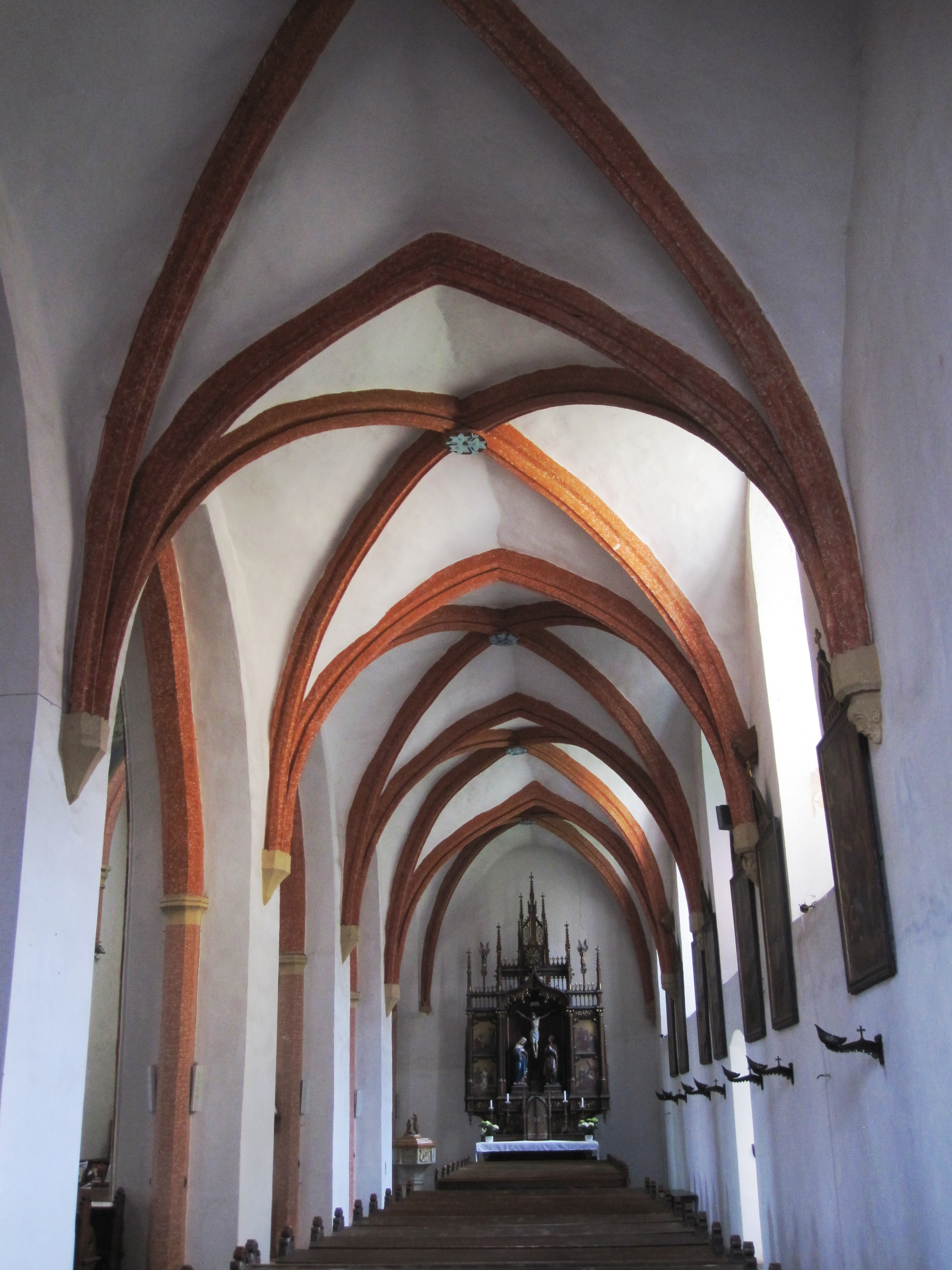
Interiér boční lodě - zaklenuta původní křížovou klenbou
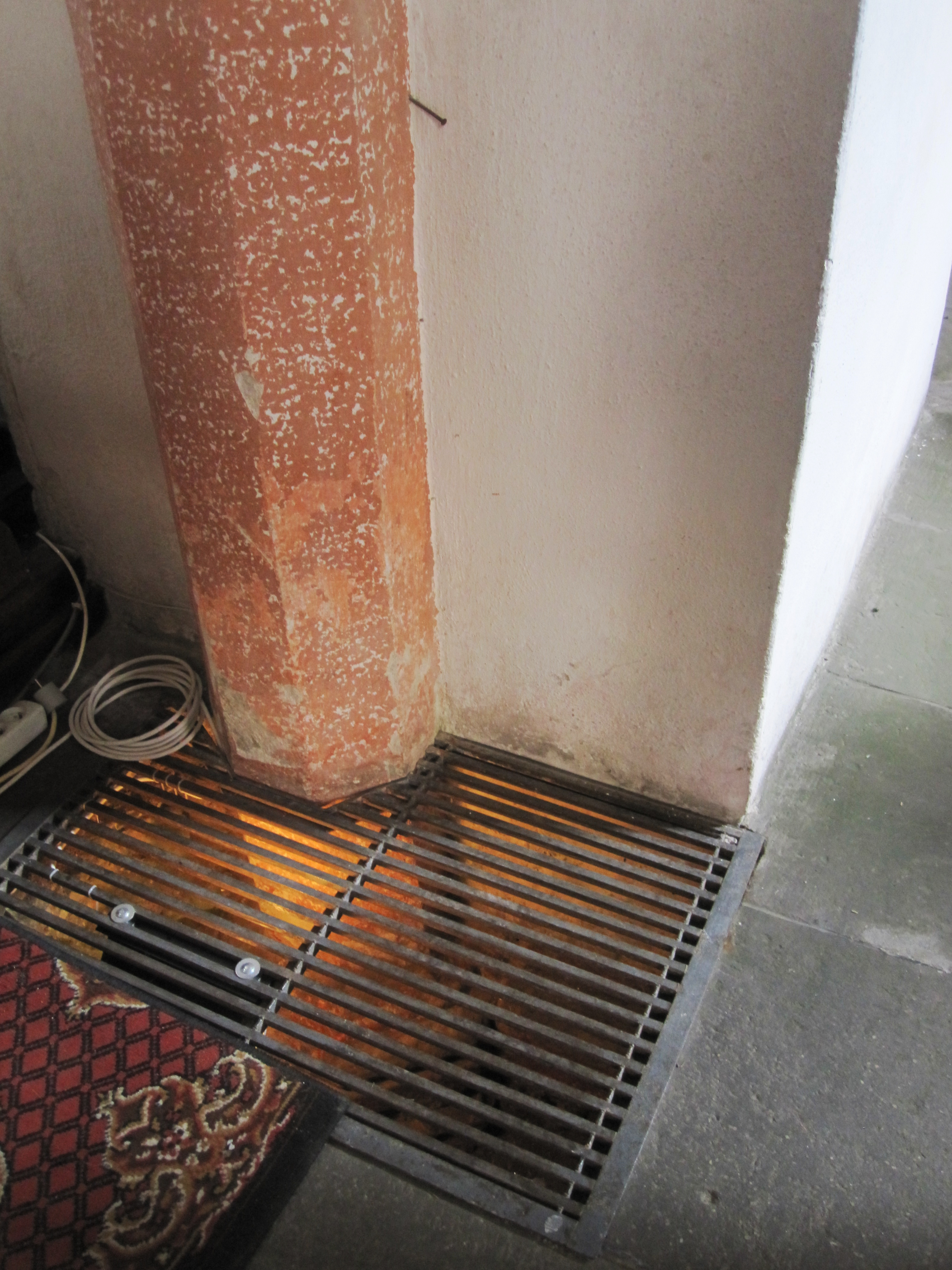
Zapuštění sloupu o 80 cm
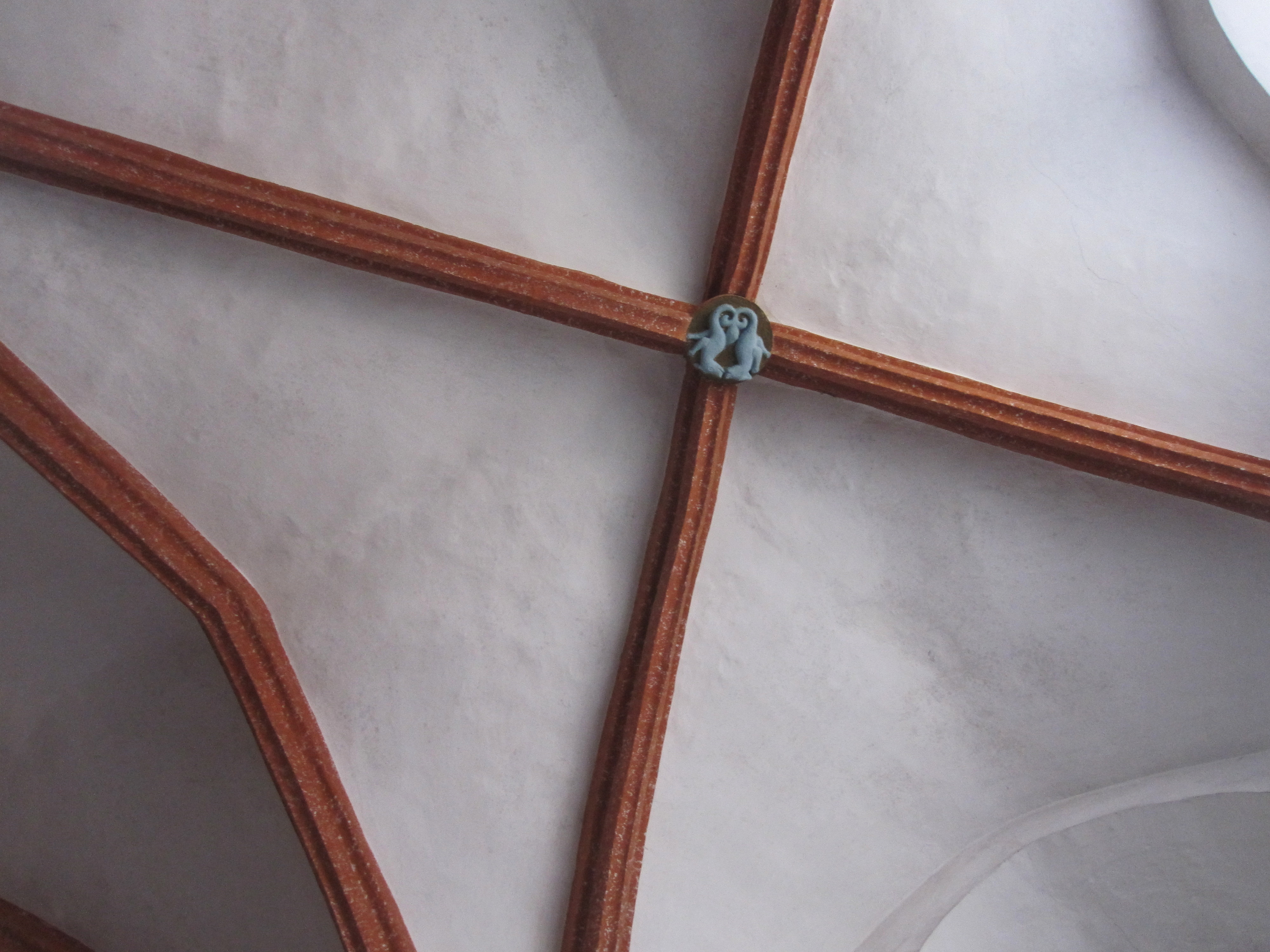
Svorník v boční lodi
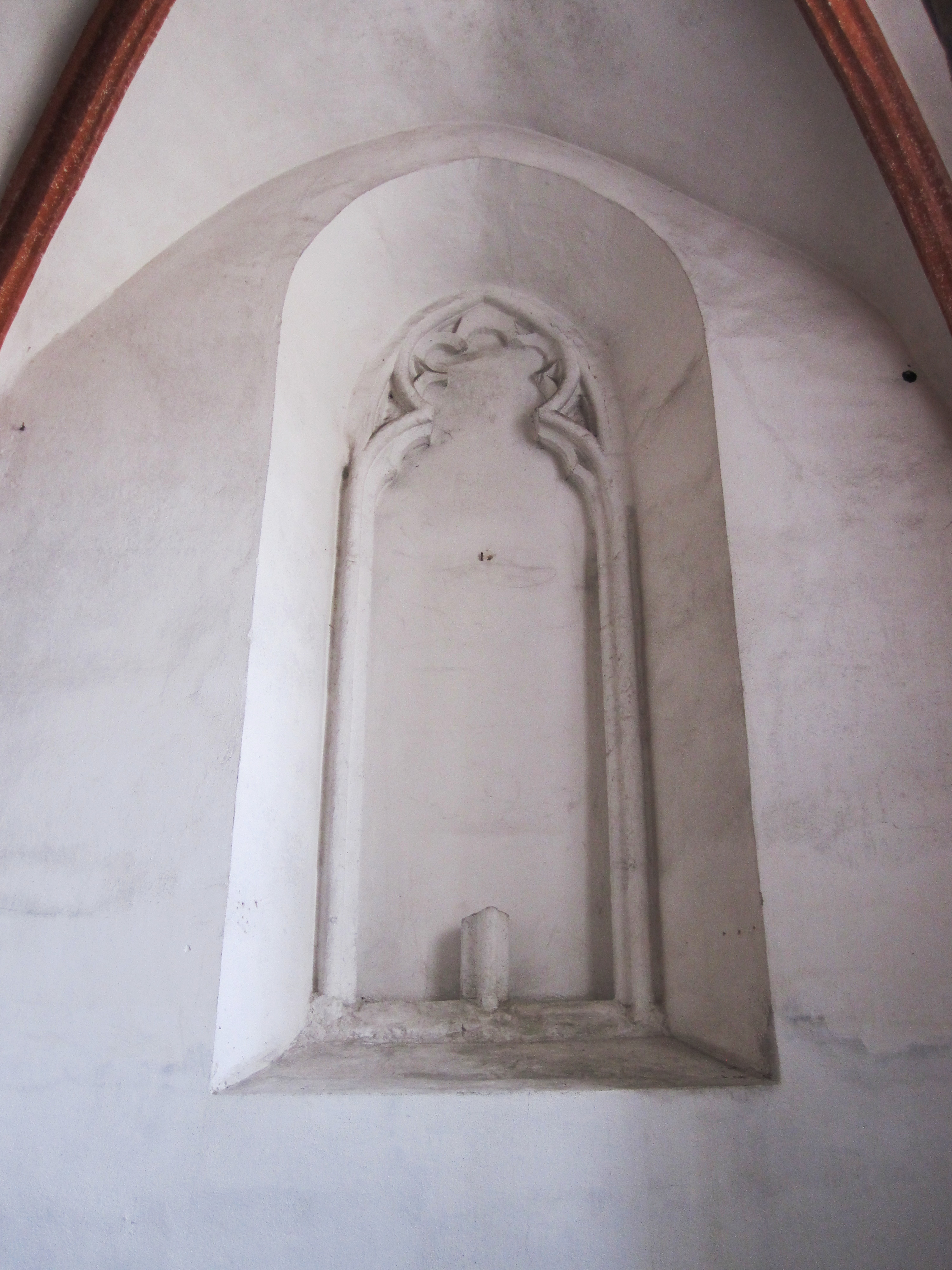
Původní gotické okno
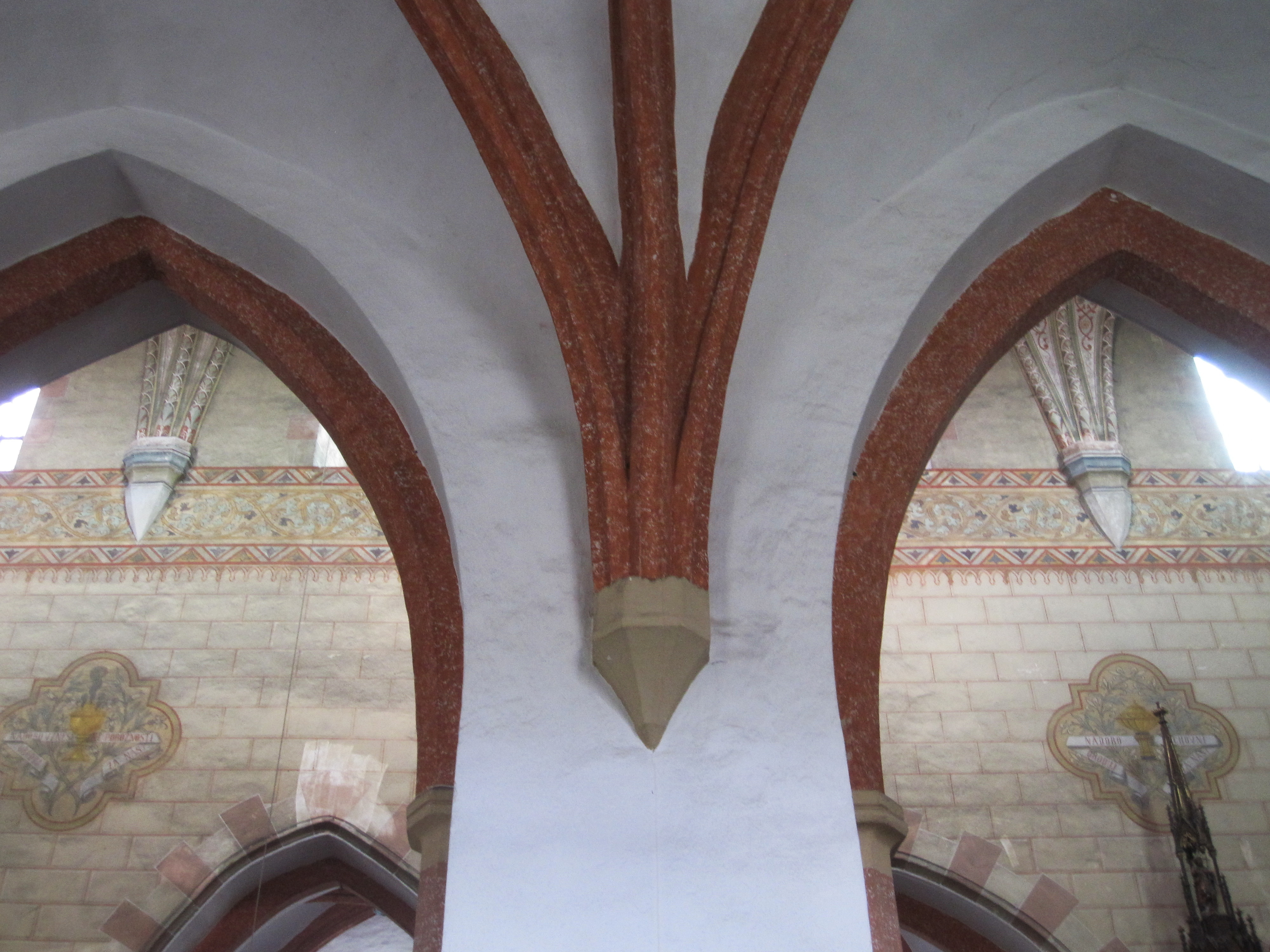
Jehlancová konzola
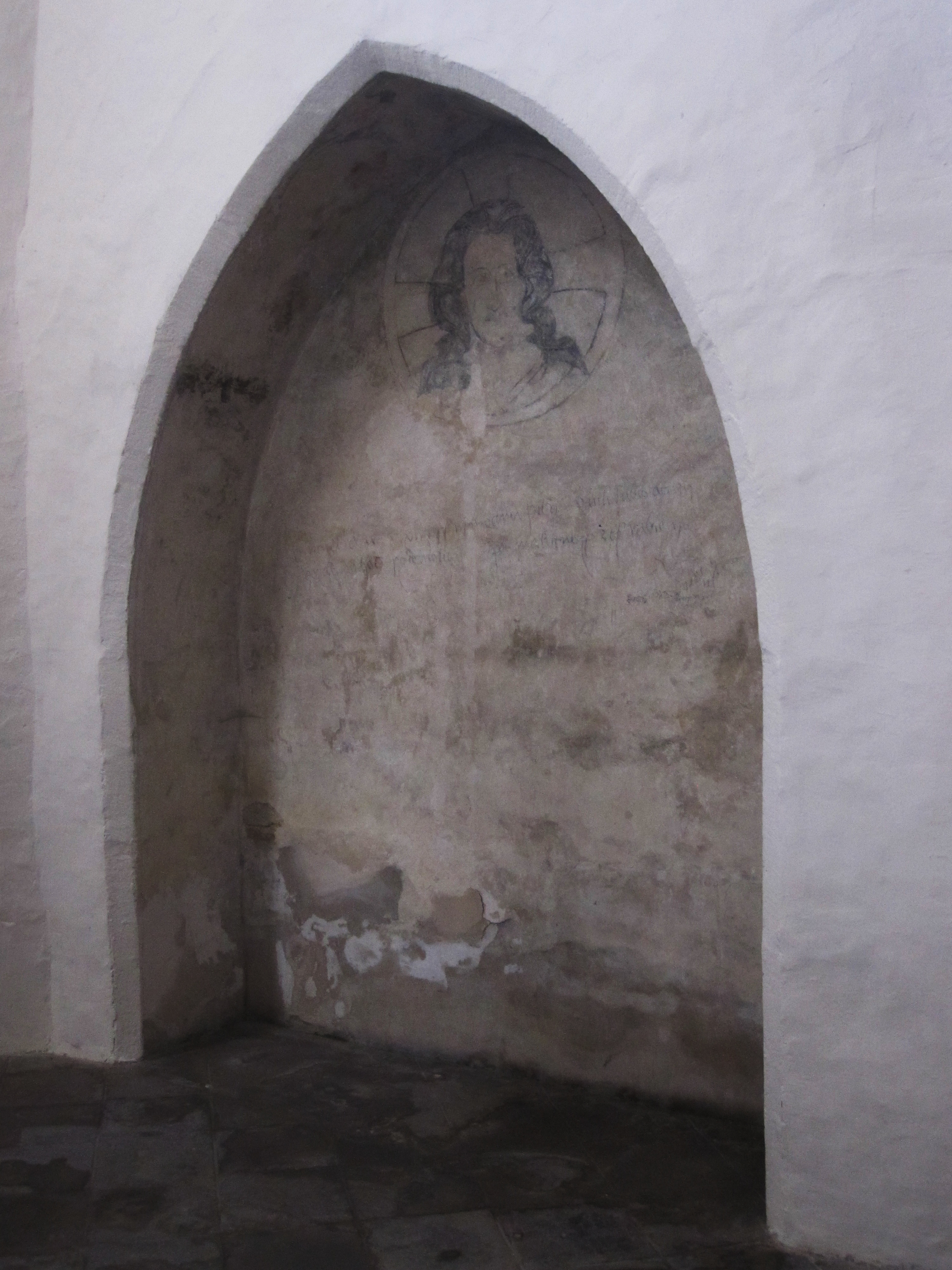
Freska Kristovy hlavy z 13. století